# Union de transports aériens
Union de transports aériens (сокращённо UTA) — французская авиакомпания. Существовала в 1963—1992.

## История

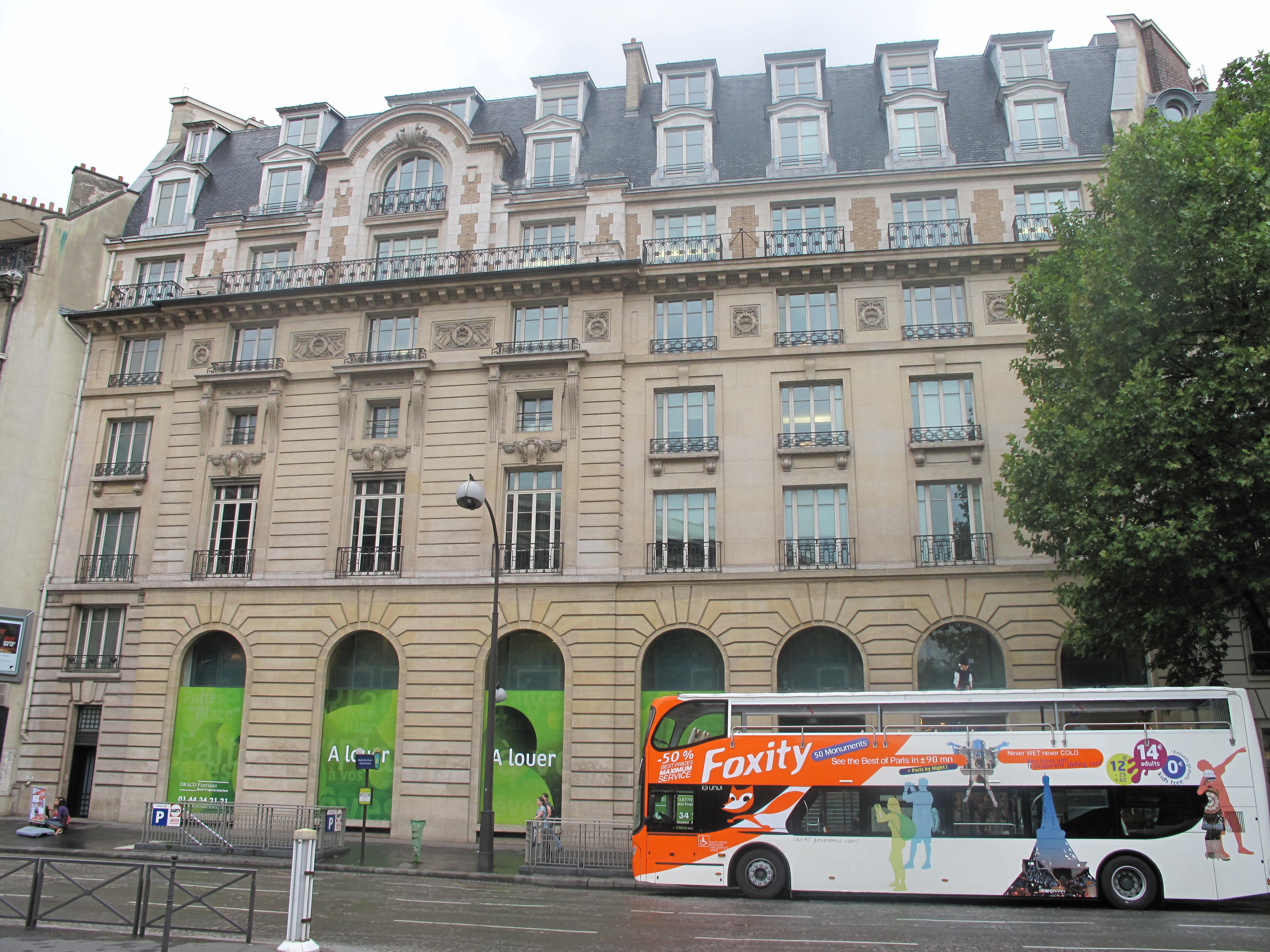
Здание в центре Парижа (бульвар Мальзерб 3), в котором ранее располагался главный офис компании

Авиакомпания была основана в 1963 году со штаб-квартирой в Париже в результате слияния Union Aéromaritime de Transport (UAT) и Transports Aériens Intercontinentaux (TAI). Основные направления были из Парижа в Восточную и Южную Африку. Являлась дочерним предприятием судоходной линии Compagnie Maritime des Chargeurs Réunis, которым владело семейство Фабр.
В 1992 году UTA объединилась с Air France.

## Флот
- Beechcraft Model 18
- Douglas DC-4
- Douglas DC-6
- Douglas DC-7
- Douglas DC-8
- Fokker F-27
- Sud-Aviation SE-210 Caravelle 10B
- Boeing 737
- Douglas DC-10
- Boeing 747

## Инциденты и авиакатастрофы
- 2 октября 1964. Douglas DC-6 разбился под Гранадой, Андалусия, Испания. Самолёт выполнял рейс в Пальма-де-мальорку. Погибли все 80 человек, находившиеся на борту.
- 12 июля 1972. Угон самолёта UTA в Абиджане, Кот-д’Ивуар. В результате этого инцидента погибли 2 человека.
- 10 марта 1984. Douglas DC-8, следовавший рейсом Браззавиль-Нджамена-Париж, разрушен взрывом 2 бомб. В инциденте никто не погиб, так как взрыв первой бомбы не был сильным, а пассажиров и экипаж успели эвакуировать из самолёта до взрыва второй бомбы, полностью уничтожившей самолёт.
- 16 марта 1985. Во время чистки салона Boeing 747 в Париже случился пожар, полностью уничтоживший самолёт. Никто не пострадал.
- 19 февраля 1985 года McDonnell Douglas DC-10 с 200 пассажирами на борту, выполнявший рейс из Лос-Анжелеса в Окленд через Таити, совершил экстренную посадку на атолле Рангироа из-за полученной информации о якобы находящейся на борту бомбе, которая после осмотра не была обнаружена.[3]
- 19 сентября 1989. В Douglas DC-10 летевшем из Браззавиля в Париж во время полёта над пустыней Тенере произошёл взрыв бомбы, полностью разрушившей самолёт. Погибли все 170 человек, находившиеся на борту. Вторая по числу жертв авиакатастрофа в истории авиации Франции.